# Brachiaster
Brachiaster é um gênero de esponja marinha da família Pachastrellidae.

## Espécies
- Brachiaster claudelevii Pisera & Bitner, 2007
- Brachiaster simplex Wilson, 1925